# Topanga (Califòrnia)
Topanga és una concentració de població designada pel cens (census-designated place) de Califòrnia, Estats Units està ubicat a la part oest del Comtat de Los Angeles. Es troba a lese Santa Monica Mountains. Occupant el Topanga Canyon. Topanga l'any 2010 tenia 8.289 habitants.

## Gorja de Topanga
El rierol de Topanga (Topanga Creek) drena en la Groja de Topanga (Topanga Canyon) i és la tercera més gran conca de drenatge qu entra en la Badia de Santa Mònica (Santa Monica Bay). La pluviometria anual és d'uns 550 litres. Topanga Beach
El Topanga Canyon conté parts del Topanga State Park, forma part de Santa Monica Mountains National Recreation Area.

## Història
Topanga és un nom amerindi dels Tongva, i significa "un lloc amunt". La tribu Chumash ocupava el litoral des de Malibu cap al nord.
Topanga va ser colonitzat per descendents d'europeus el 1839. A la dècada de 1920, Topanga Canyon va esdevenir un lloc d'escapada de cap de setmana per a les estrelles de Hollywood amb diverses cabanes construïdes per a aquest fi. Els turons i l'àmplia vegetació serveixen per proporcionar privacitat i un entorn atractiu per als rics i famosos.
Durant la dècada de 1960, Topanga Canyon va ser com un iman per a diversos artistes. El 1965 Wallace Berman hi va viure. També ho va fer Neil Young, David Briggs, Charles Manson i Dennis Wilson del grup The Beach Boys.

## Clima
Clima mediterrani que segons la classificació de Köppen és "Csb".